# IV Giochi asiatici
I IV Giochi asiatici furono la quarta edizione dell'evento multisportivo panasiatico organizzato sotto l'egida dalla Federazione dei Giochi Asiatici (in inglese Asian Games Federation, AGF). I Giochi si svolsero dal 24 agosto al 4 settembre 1962 a Giacarta, in Indonesia.
Fu il primo evento multisportivo internazionale ospitato dall'allora diciassettenne Paese del sud-est asiatico. Questa fu la prima edizione dei due Giochi asiatici ospitati dalla città: la seconda si svolse nel 2018, con Palembang come coorganizzatore.
Israele e la Repubblica di Cina (ROC) furono esclusi dai Giochi, poiché i funzionari dell'immigrazione indonesiani si rifiutarono di rilasciare i visti di ingresso alle rispettive delegazioni israeliana e taiwanese, in solidarietà con la Repubblica Popolare Cinese e i paesi a maggioranza musulmana del Medio Oriente.
Fu una violazione delle regole della Federazione dei Giochi Asiatici e della promessa dell'Indonesia di invitare tutti i membri dell'AGF, compresi quelli con cui non intratteneva relazioni diplomatiche (Israele, Repubblica di Cina e Repubblica di Corea).
Di conseguenza, l'Indonesia fu sospesa dal Comitato Olimpico Internazionale e successivamente esclusa dalle Olimpiadi estive di Tokyo 1964. L'Indonesia rispose a questa sanzione ospitando i Giochi delle Nuove Forze Emergenti (GANEFO) nel 1963.

## Assegnazione
La votazione per l'assegnazione dei Giochi del 1962 ebbe luogo il 23 maggio 1958 a Tokyo, prima dello svolgimento dei III Giochi asiatici. Il consiglio della Federazione dei Giochi Asiatici votò per 22-20 a favore della capitale indonesiana, che prevalse sulla città pakistana di Karachi, unica altra candidata.
| Città candidata | Nazione   | Voti |
| Giacarta        | Indonesia | 22   |
| Karachi         | Pakistan  | 20   |

## Sedi di gara
Tutti gli sport ufficiali tranne tre si svolsero all'interno o intorno al Gelora Bung Karno Sports Complex, temporaneamente rinominato Asian Games Complex. L'evento di tiro si tenne al Cibubur Shooting Range. Gli eventi di sollevamento pesi e lotta si furono disputati presso l'Ikada Sports Hall, ora demolito per far posto al Monumento Nazionale. Il vicino stadio Ikada fu utilizzato anche per eventi calcistici, così come il campo da calcio Tebet, situato a sud-est del complesso. L'evento dimostrativo di tiro con l'arco si svolse presso lo stadio Menteng.

## Partecipanti
Presero parte alle competizioni 1460 atleti in rappresentanza di 17 distinte delegazioni. Nel 1962 la delegazione dello Sarawak fece la sua prima apparizione.
- Afghanistan (11)
- Birmania (31)
- Borneo del Nord (2)
- Cambogia (74)
- Ceylon (32)
- Corea del Sud (137)
- Filippine (173)
- Giappone (210)
- Hong Kong (54)
- India (74)
- Indonesia (285)
- Malaysia (121)
- Pakistan (76)
- Sarawak (7)
- Singapore (94)
- Thailandia (127)
- Vietnam (37)

## Discipline sportive
Il programma dei Giochi vide lo svolgimento di 16 differenti discipline sportive, tra cui il tiro con l'arco, che partecipò come sport dimostrativo.
Originariamente il programma avrebbe dovuto includere anche il sollevamento pesi, tuttavia l'International Weightlifting Federation (IWF) decise di escluderlo, dopo che la federazione indonesiana vietò agli atleti di Taiwan e Israele di partecipare.
Per la prima volta nella storia dei Giochi il programma ha incluso il badminton.
- Atletica leggera (32) (dettagli)
- Badminton (6) (dettagli)
- Pallacanestro (1) (dettagli)
- Pugilato (10) (dettagli)
- Ciclismo (4) (dettagli)
- Tuffi (4) (dettagli)
- Hockey su prato (1) (dettagli)
- Calcio (1) (dettagli)
- Tiro (5) (dettagli)
- Nuoto (21) (dettagli)
- Tennistavolo (7) (dettagli)
- Tennis (7) (dettagli)
- Pallavolo (4) (dettagli)
- Pallanuoto (1) (dettagli)
- Lotta (16) (dettagli)

Sport dimostrativi:
- Tiro con l'arco (3) (dettagli)

## Medagliere
| #      | Nazione       | Oro | Argento | Bronzo | Totale |
| ------ | ------------- | --- | ------- | ------ | ------ |
| 1      | Giappone      | 73  | 65      | 23     | 161    |
| 2      | Indonesia     | 21  | 26      | 30     | 77     |
| 3      | India         | 12  | 13      | 27     | 52     |
| 4      | Filippine     | 7   | 4       | 16     | 27     |
| 5      | Corea del Sud | 4   | 4       | 7      | 15     |
| 6      | Pakistan      | 3   | 4       | 4      | 11     |
| 7      | Thailandia    | 2   | 5       | 5      | 12     |
| 8      | Malaysia      | 2   | 3       | 5      | 10     |
| 9      | Birmania      | 2   | 1       | 7      | 10     |
| 10     | Singapore     | 1   | 0       | 1      | 2      |
| 11     | Ceylon        | 0   | 1       | 2      | 3      |
| 11     | Hong Kong     | 0   | 0       | 1      | 1      |
| Totale | Totale        | 127 | 126     | 128    | 381    |

## Copertura televisiva
Il governo indonesiano istituì la stazione televisiva TVRI per trasmettere i Giochi per il grande pubblico, fu la prima nel Paese. La stazione sarebbe poi diventata il canale principale del network TVRI. La prima messa in onda, coincise con la cerimonia di apertura, che diventò la data di fondazione della rete.